# România trong Thế chiến thứ nhất
Chiến dịch România là một chiến dịch trên chiến trường Balkan thời Chiến tranh thế giới thứ nhất, trong đó Vương quốc Romania và Đế quốc Nga liên kết với nhau chống lại quân đội các nước phe Liên minh Trung tâm. Giao tranh đã kéo dài từ tháng 8 năm 1916 cho đến tháng 12 năm 1917, xuyên suốt phần lớn lãnh thổ Romania hiện nay, gồm cả Transilvania, khi đó là đất thuộc Đế quốc Áo-Hung, cũng như nam Dobruja, ngày nay là một phần của Bulgaria.
Romania nhảy vào tham chiến nhằm chiếm đoạt Transilvania, một tỉnh mang tính lịch sử với phần lớn dân số là người Romania. Bất chấp những thắng lợi ban đầu, các lực lượng phối hợp România - Nga đã hứng chịu một số thất bại. Bản thân thủ đô Bucharest của Romania cũng bị quân đội Đức dưới quyền chỉ huy của tướng Erich von Falkenhayn vào ngày 6 tháng 12, và cho đến cuối năm 1916, chỉ có Moldavia là nằm dưới quyền kiểm soát của khối Hiệp Ước. 3 trong 4 tập đoàn quân của Romania đã bị đập tan hoặc là phân rã. Sau một số thắng lợi phòng ngự năm 1917, mặt trận của phe Hiệp Ước sụp đổ khi đảng Bolshevik đưa nước Nga ra khỏi chiến tranh và Romania, bị quân đội phe Liên minh Trung tâm hợp vây, phải ký kết một hiệp định ngừng bắn tại Focşani. Vào ngày 5 tháng 7 năm 1918, Romania phải ký kết Hòa ước Bucharest với khối Trung tâm, và hòa ước này cùng với thiệt hại nặng nề của Romania trong cuộc chiến đã tàn phá quốc gia này. Đến ngày 10 tháng 11, chỉ một ngày trước khi Đế quốc Đức ký kết hiệp định ngừng bắn và trong khi các quốc gia khác thuộc khối Trung tâm khác đã đầu hàng phe Hiệp Ước, Romania đã tái chiếm một cách chậm trễ. Tại thời điểm này, khoảng 220.000 binh sĩ Romania đã tử trận, chiếm khoảng 6% số lượng tử vong quân sự của phe Hiệp Ước.
Chiến thắng vang dội trong chiến dịch Romania năm 1916 đã thể hiện tính đúng đắn của quyết định thành lập bộ chỉ huy hợp nhất của khối Trung tâm. Ngoài ra, thắng lợi này cũng thể hiện tài năng của Falkenhayn.

## Xem them
- Hải quân Romania trong Chiến tranh thế giới thứ nhất